# Mire megvirrad
A Mire megvirrad (eredeti cím: Le jour se lève) 1939-ben bemutatott fekete-fehér francia filmdráma Marcel Carné rendezésében.
Magyarországon 1941. október 10-én mutatták be.

## Cselekménye
A film elején François, a vasgyári munkás (Jean Gabin) dulakodás közben lelövi Valentint, az állatidomárt (Jules Berry). Ezután elbarikádozza magát a panzióban lévő szobájában. Hamarosan megjelenik a rendőrség. Miközben körülveszik a szobát, a jelenben játszódó történetet visszaemlékezések sora szakítja meg: újraéled a múlt, ahogy a férfi a gyilkosságig eljutott.
François megismerkedik  Françoise-zal (Jacqueline Laurent), a virágárus lánnyal és beleszeret. Egy alkalommal felkeresi őt szegényes szobájában, ábrándoznak a jövőről, de az estét nem tölthetik együtt, mert a lánynak találkája van. A férfi követi és meglesi, amint a lány bemegy egy színházba, ahol Valentin-nel, a kutyaidomárral találkozik. Valentin-t jól ismeri a másik virágárus lány is, Clara (Arletty). Tőle tudja meg François, hogy a már idősödő kutyaidomár hazug, lelkiismeretlen alak és csak bolondítja a tapasztalatlan Françoise-t. Korábban Valentin azt hazudta, hogy Françoise tulajdonképpen a törvénytelen gyereke, és ő csak apai szeretettel közeledik a lányhoz. François azonban már tudja az igazat, és amikor Valentin pisztollyal a zsebében felkeresi a panzióban lévő szobájában, kérdőre vonja őt. Valentin szemforgató alakoskodása és hazugságai miatt a becsületet mindennél többre tartó François lassanként elveszti önuralmát és Valentin-t annak pisztolyával lelövi.
Most pedig egyedül van a szobában, szemben az őt ostromló rendőrökkel. Helyzete reménytelen. Két rendőr az épület tetejéről füstgránátot készül bedobni a szoba ablakán. Mielőtt megtehetnék, François agyonlövi magát.

## Filmtörténet, kritika
Franciaországban a Vichy-kormány 1940-ben betiltotta a filmet azzal az indokkal, hogy az demoralizáló és hozzájárulhat a nemzet vereségéhez. A háború utáni felújításkor ismét nagy sikerrel vetítették.
A film egy munkásember szerelmét és kilátástalan küzdelmét mutatja be, akit a megaláztatás, a becstelenség gyilkosságba hajszol. A külső erőknek és saját indulatainak kiszolgáltatva eleve bukásra van ítélve. Öngyilkossága védekezés és tiltakozás az embert lealacsonyító erők ellen. „Nem zökken ki az idő, a katarzis lassan parázslik el.” A drámai helyzet, a központi figura és a hangvétel hasonlósága miatt a Mire megvirradot gyakran Carné korábbi filmjével, a Ködös utakkal összefüggésben ismertetik.
Veress József a film erőteljesebben realista vonásait emeli ki, melyben a párizsi utcák világának, a gyár és a tárgyi környezet ábrázolásának nagyobb szerep jut. Nemes Károly filmesztéta szerint a két Carné-filmben az 1930-as évek társadalmi helyzetének hatására eluralkodik a pesszimizmus: „A fekete film – fogalom, mely korábban a külvárosi-alvilági környezetben játszódó alkotásokat jelölte, most más értelmet kap: a pesszimizmusét.” „Egyesek e filmekkel kapcsolatban az egzisztencializmus sartre-i irányzatára utalnak – a magányosság problémájának jelentkezésére gondolva. Aligha lehet azonban ilyen ideológiai-világnézeti hatásról beszélni – nyilvánvaló, hogy a pesszimista atmoszféra e filmekben az adott társadalmi helyzet közvetlen sugallatára alakult ki.”
Ulrich Gregor és Enno Patalas filmtörténete más szempontokkal közelít a filmhez. „A Mire megvirrad minden eddiginél ékesebben bizonyította, hogy a Carné filmjeire általában alkalmazott „költői realizmus” címke csak igen korlátozott érvényű.” Ehelyett a könyv az ún. „fekete költészet” impresszionista és fatalista vonásait, a „tragikum iránti hajlam”-ot hangsúlyozza. Nem ért egyet a pesszimista értékeléssel sem: „A Mire megvirrad nem a beletörődés filmje, amint oly gyakran állítják, hanem legalább ugyanilyen mértékben a tiltakozásé és az ellenállásé is. (…) „mindmáig jóval élőbbnek tűnik, mint például az agyondicsért Les Enfants du paradis (Szerelmek városa)…”

## Főbb szereplők
- Jean Gabin – François, munkás
- Jacqueline Laurent – Françoise, virágárusnő
- Jules Berry – Valentin, kutyaidomár
- Arletty – Clara, Valentin partnere
- Arthur Devère – Gerbois, François szomszédja
- Bernard Blier – Gaston, François kollégája
- Marcel Pérès – Paulo, François kollégája
- Jacques Baumer – rendőrbiztos
- Mady Berry – portásnő
- René Génin – portás
- Georges Douking – vak férfi